# Mashë
Mashë – wieś położona w północnej części Albanii w gminie Bytyç. Wieś znajduje się 106 kilometrów od stolicy państwa, Tirany.

## Demografia
Według spisu ludności z 1989 roku we wsi Mashë mieszkało 420 mieszkańców.